# The Master (film, 2012)
A The Master 2012-ben bemutatott lélektani filmdráma, melyet Paul Thomas Anderson írt és rendezett. A főbb szerepekben Joaquin Phoenix, Philip Seymour Hoffman és Amy Adams látható.
Világpremierje 2012. szeptember 1-jén volt a 69. Velencei Nemzetközi Filmfesztiválon. Az amerikai mozikban szeptember 12-én mutatták be, kritikai siker mellett. Az Anderson egyik legkiemelkedőbb rendezésének, valamint a 2010-es évek egyik legjobb filmjének tartott mű a 85. Oscar-gálán három jelölést szerzett: legjobb férfi főszereplő (Phoenix), legjobb férfi mellékszereplő (Hoffman) és legjobb női mellékszereplő (Adams). Anderson többször is kijelentette, saját filmjei közül ez a kedvence.

## Cselekmény
Freddie Quell a második világháborúban szolgáló haditengerészeti veterán, akit súlyosan traumatizált a háború. Leszerelését követően kiszámíthatatlan, erőszakos viselkedése miatt képtelen beilleszkedni a társadalomba. Fényképészként dolgozik, de amikor összeverekszik egy vásárlójával, elveszíti állását és egy kaliforniai farmon kap munkát. Itt a Freddie által házilag készített szesztől egy idős kollégája rosszul lesz, emiatt a veteránt szándékos mérgezéssel vádolják és menekülnie kell.
San Franciscóban felkapaszkodik egy jachtra, melynek tulajdonosa egy Lancaster Dodd nevű férfi mozgalmának, az Eszmének a követője. Miután rátalálnak a potyautasra, Dodd aberráltnak nevezi Freddie-t és azt állítja, korábbi életükben már találkoztak valahol. A vallási vezető a hajón marasztalja a férfit és meghívja lánya esküvőjére is, cserébe a Dodd számára különösen ízletes házi szesz elkészítéséért. Dodd az Eszme egyik gyakorlatát is elvégzi Freddie-n, ennek során felkavaró pszichológiai kérdések egész sorát teszi fel neki. A veterán visszaemlékezéseiből kiderül, szülővárosában egy Doris nevű lány volt a szerelme, akinek megígérte, hogy egy napon visszatér hozzá.
Freddie utazgatni kezd Dodd családjával, az Eszme tanításait terjesztve a keleti parton. Egy New York-i estélyen egy férfi megkérdőjelezi Dodd módszereit és szektának titulálja a mozgalmat. A vezető dühösen lehordja ezért, később Freddie felkeresi és lakásában összeveri a kritikust. Dodd csupán játékosan megszidja Freddie-t a tettéért.
Freddie Dodd fiát, Valt kezdi bírálni, amiért az nem követi apja tanításait. Val elárulja neki, hogy Dodd az előadásai közben rögtönözve találja ki mondanivalóját. A szektavezért letartóztatják, amiért megfelelő képesítés nélkül végzett gyógyító tevékenységet, Freddie megtámadja a rendőröket és ő maga is börtönbe kerül. Itt dühödten megkérdőjelezi Dodd tanításait és csalással vádolja. Válaszul Dodd lusta semmirekellőnek nevezi őt, akit rajta kívül senki sem szeret. Szabadulásuk után kibékülnek, de az Eszme többi tagja félelemmel vegyes gyanakvással méregeti Freddie-t, őrültnek, menthetetlennek vagy beépített kormányügynöknek vélve őt. Dodd szerint a férfi viselkedését szigorúbb gyakorlatokkal lehetséges korrigálni és el is kezdi a kezelést, melyet Freddie nehezen képes befogadni.
Dodd legújabb könyvének bemutatójára Freddie is Phoenixbe utazik. Amikor Dodd könyvkiadója kritizálja a művet, Freddie rátámad. Helen Sullivan, az Eszmét korábban vakon követő nő is kellemetlen kérdéseket tesz fel, ami miatt Dodd kijön a sodrából. A szektavezér elvisz egy kisebb csoportot egy sivatagi helyre, ahol motorkerékpárral játszanak egy játékot. Amikor Freddie-re kerül a sor, ő nagy sebességgel elhajt, faképnél hagyva mindenkit.
Freddie visszatér szülővárosába, a massachusettsi Lynnbe, meglátogatni Dorist. A lány anyjától megtudja, hogy Doris már férjhez ment és egy másik városban családot alapított. Freddie egy moziban tölti az éjszakát, majd telefonhívást kap Doddtól. A vezető könyörögve kéri, látogassa meg őt Angliában. Megérkezése után Dodd kijelenti, ha Freddie képes lenne mester nélkül élni, ő lenne az első ember, aki ezt megtette. Felidézi korábbi életét, melyben Freddie-vel együtt a Párizst körülvevő porosz blokádon próbáltak léggömböket átjuttatni. Dodd ultimátumot ad követőjének: kötelezze el magát az Eszme mellett egy életre vagy távozzon örökre. Freddie utalást tesz rá, hogy esetleg egy következő életükben találkoznak majd. Dodd szerint ha ez megtörténik, halálos ellenségek lesznek, majd elénekel egy dalt a zokogó férfinak. Freddie felszed egy nőt a helyi bárban és szex közben az Eszme gyakorlata közben hallott kérdéseket teszi fel neki.
A film végén Freddie a tengerparton egy homokból megformázott nőalak mellett fekszik.

## Szereplők
| Szerep               | Színész                | Magyar hang       |
| -------------------- | ---------------------- | ----------------- |
| Freddie Quell        | Joaquin Phoenix        | Csőre Gábor       |
| Lancaster Dodd       | Philip Seymour Hoffman | Földi Tamás       |
| Peggy Dodd           | Amy Adams              | Ruttkay Laura     |
| Helen Sullivan       | Laura Dern             | Farkasinszky Edit |
| Elizabeth Dodd       | Ambyr Childers         | Molnár Ilona      |
| Clark Massey         | Rami Malek             | Molnár Levente    |
| Val Dodd             | Jesse Plemons          | Seder Gábor       |
| Bill William         | Kevin J. O’Connor      | Koncz István      |
| John More            | Christopher Evan Welch | Zöld Csaba        |
| Doris Solstad        | Madisen Beaty          | Pekár Adrienn     |
| Mrs. Solstad         | Lena Endre             | Kovács Nóra       |
| Martha, eladónő      | Amy Ferguson           | Mahó Andrea       |
| Mildred Drummond     | Patty McCormack        | Bessenyei Emma    |
| Susan Gregory        | Jillian Bell           | Csuha Borbála     |
| Wayne Gregory        | Joshua Close           | Fehér Tibor       |
| táncosnő             | Fiona Dourif           |                   |
| philadelphiai rendőr | David Warshofsky       |                   |
| philadelphiai követő | Steven Wiig            |                   |
| verekedő üzletember  | W. Earl Brown          |                   |

## Fordítás
- Ez a szócikk részben vagy egészben  a   The Master (2012 film) című angol Wikipédia-szócikk ezen változatának fordításán alapul.  Az eredeti cikk szerkesztőit annak laptörténete sorolja fel. Ez a jelzés csupán a megfogalmazás eredetét és a szerzői jogokat jelzi, nem szolgál a cikkben szereplő információk forrásmegjelöléseként.